# The Fist of God
The Fist of God (Ned. vert.: 1994; De vuist van God; door: Jan Smit) is een boek van de Britse schrijver Frederick Forsyth over de Golfoorlog van 1991. Irak heeft een atoombom weten te ontwikkelen, en het is zaak te ontdekken waar het wapen is en het wapen te vernietigen voor Saddam Hoessein het kan gebruiken.

## Het verhaal
In Brussel wordt, vlak voor de Golfoorlog, de briljante wetenschapper Dr. Bull vermoord. Bekend was dat hij voor Irak aan de ontwikkeling van een reuzenkanon werkte. De dader bleek de Iraakse Moeghabarat, die wilde voorkomen dat anderen erachter kwamen wat Bull voor Irak had gebouwd. Niet lang daarna valt Irak Koeweit binnen. 
De inlichtingendiensten zoeken mensen die meer informatie over eventuele plannen van Saddam Hoessein kunnen verstrekken. Ze komen uit bij twee Engelse broers: Mike en Terry Martin. Ze zijn in Irak opgegroeid en spreken en verstaan beiden vloeiend Arabisch. Terry is arabist, en Mike is militair en kan met zijn donkere haar en ogen voor Arabier doorgaan. Terwijl Mike naar Koeweit wordt gestuurd om het verzet te coördineren, doet Terry het "huiswerk". Doel is het onderzoeken in hoeverre Irak massavernietigingswapens bezit. Hiervoor wordt Mike, na het Koeweitse verzet te hebben gecoördineerd, naar Bagdad gestuurd.
Via de Mossad legt de CIA contact met "Jericho", een verklikker in Irak die echter wel een zeer hoge functie heeft. Mike Martin wordt na zijn missie in Koeweit naar Bagdad gestuurd, om daar onder de vermomming van tuinman in de ambassade van de Sovjet-Unie, verantwoordelijk voor dit contact. Jericho speelt informatie door, onder andere over de mogelijke bouw van een atoombom. Dit wordt aanvankelijk als nonsens afgedaan, daar Israël in 1981 de reactor Osirak had gebombardeerd en Irak sindsdien niet meer tot het bouwen van nucleaire wapens in staat achtte. Er gaan wel geruchten over een "Vuist van God", maar men vermoedt dat het zenuwgas is. 
Als de oorlog echter uitbreekt, bombardeert een overijverige Amerikaanse piloot een fabriek die niet op de lijst stond. Na afloop genomen foto's onthullen dat onder het dak "reuzenfrisbees" staan, die de Amerikaanse kernfysicus Lomax identificeert als calutrons. Deze kunnen worden gebruikt om uranium te verrijken, waardoor Irak ineens toch in staat wordt geacht een atoombom te hebben. Jericho wordt veel geld beloofd om de locatie te onthullen, die hij uiteindelijk ook geeft. Daar de bom te zwaar is voor een Scudraket, en niet in een bommenwerper vervoerd kan worden aangezien de Coalitie een volledig luchtoverwicht heeft, zal de bom worden afgeschoten uit een gecamoufleerd superkanon, ontworpen door wijlen Dr. Bull, dat in de Koerdische bergen staat. Het projectiel is gericht op de klaarstaande invasiemacht in Saoedi-Arabië. Bij inslag zullen minstens 100.000 soldaten direct sterven, en zal de fall-out Iran besmetten. Het zou de invasie stoppen, en Saddam Hoessein zou de kampioen van de Arabische wereld worden.
De bom wordt vernietigd en Jericho wordt Irak uit gesmokkeld. Jericho denkt dat hij met Amerikanen meegaat, maar het blijken feitelijk zijn voormalige broodheren van de Mossad te zijn, die ook zijn bankrekening hebben geplunderd. Jericho, beter bekend als het sadistische hoofd van de Iraakse binnenlandse geheime dienst Omar "Al Mu'azib (de Beul)" Khatib, wordt van meer dan drie kilometer hoogte uit het vliegtuig gegooid.

## Trivia
- Dr. Bull werkte inderdaad voor Irak aan de verbetering van Scudraketten en een superkanon, en is inderdaad op 22 maart 1990 gedood in zijn appartement in Brussel. Waarschijnlijk was de Mossad de dader, aangezien de wapens een bedreiging voor Israël konden vormen. Overigens werkte Bull voor verschillende overheden, waardoor behalve Israël en Irak ook de CIA, MI6, of de inlichtingendiensten van Chili, Zuid-Afrika, Iran of Syrië van de moord worden verdacht.
- De Britse bemanningsleden van een Tornado die is neergehaald die bij een eerste (mislukte) poging om door middel van een luchtaanval de Vuist van God te vernietigen heten Peter Johns en Nicky Tyne. Dit is een verwijzing naar John Peters en John Nicol (afkomstig uit Tyne), twee Britse Tornado-bemanningsleden die in werkelijkheid ook boven Irak zijn heergehaald en verdwenen.
- Zoals in veel boeken van Forsyth zijn er een aantal subplotten, die met elkaar zijn verweven:
  - Een prostituee steelt informatie van generaal Kadiri met wie ze slaapt en brieft deze tegen betaling door aan inlichtingendienst-chef Hassan Rahmani. Rahmani is een voormalig schoolkameraad van de gebroeders Martin en de reden dat Bagdad extra gevaarlijk voor Mike Martin is. Hij is naarstig op zoek naar een buitenlands agent die berichten verzendt, niet wetend dat dit zijn als tuinman vermomde oude schoolkameraad Mike Martin is. Heimelijk is hij tegen Saddam Hoessein en bespioneert daarom deze generaal: hij en anderen hopen eens de gehate dictator omver te werpen.
  - Twee andere ex-schoolkameraden zijn de broers Osman en Abdullah Badri. Osman is ingenieur en de architect achter de camouflage van het superkanon, en Abdullah is luchtmachtpiloot. Khatib laat Osmans vader doodmartelen en geeft de schuld aan Saddam Hoessein teineinde van Osman de geheime locatie van de Vuist van God te achterhalen. Kapot van verdriet onthult Osman deze, teneinde zich te realiseren dat hij zichzelf en zijn broer nu bloot heeft gesteld aan de wraak van Saddam Hoessein. Ze proberen met een straaljager naar Iran te vluchten maar worden door een Amerikaanse piloot neergehaald.
  - Deze piloot, Don Walker, bombardeerde eerder in een vlaag van overijverigheid de fabriek met ´reuzenfrisbees´ waardoor de geallieerden ontdekken dat het bericht van Jericho dat Irak een atoombom heeft waar is. Ook maakt deze nadien deel uit van de tweede en geslaagde luchtaanval op de Vuist van God, en wordt neergehaald maar gered door Mike Martin en zijn team.
  - Omar Khatib, het hoofd van de hoofd van de Iraakse binnenlandse geheime dienst, begint in de jaren ´80 met de verkoop van informatie aan Israël en krijgt van de Mossad de codenaam Jericho. Later benadert Mike Martin hem discreet en verkoopt Jericho informatie aan de geallieerden. Nu wil hij niet slechts geld maar ook een rustig nieuw leven in de VS. Om de locatie van de bom te kunnen onthullen gaat Jericho letterlijk over lijken en aarzelt niet onschuldigen willens en wetens dood te martelen. Uiteindelijk krijgt hij in zekere zin zijn verdiende loon wanneer de Mossad hem in de val lokt, drogeert, en uit een vliegtuig gooit.
  - Kobi Dror, de chef van de Mossad, wordt door de Israëlische premier uitgefoeterd omdat hij Jericho voor de Amerikanen verzweeg. Dror is namelijk Israëli en jood in hart en nieren en vertrouwt uit principe geen niet-joden. Woedend over deze vernedering stuurt hij een team naar Wenen om Jericho´s bankrekening te plunderen. De informatie wordt bemachtigd door een knappe jonge agent die Edith Hardenberg, de eenzame en seksueel gefrustreerde secretaresse van de bankdirecteur, verleidt. Als ze ontdekt dat ze is gebruikt, pleegt ze zelfmoord. De Mossad zet ondertussen een val voor Jericho uit en zo komt deze man, aan wiens handen zoveel bloed kleeft, aan zijn eind.